# Amanoa guianensis
Espèce
Classification APG III (2009)
Statut de conservation UICN

 LC  : Préoccupation mineure
Synonymes
Selon GBIF (04 mars 2022) :
- Amanoa bracteata Rich.
- Amanoa bracteata Rich. ex Baill.
- Amanoa grandiflora (Müll.Arg.) Müll.Arg.
- Amanoa guianensis var. genuina Müll.Arg
- Amanoa guianensis var. grandiflora Müll.Arg.
- Amanoa guianensis var. grandifolia Müll.Arg.
- Amanoa guianensis var. guianensis Aubl., 1775
- Amanoa guianensis var. poeppigii Müll.Arg.
- Amanoa guyanensis var. poeppigii Aubl.
- Amanoa macrocarpa Cuatrec.
- Amanoa potamophila Croizat

Selon Tropicos (04 mars 2022) :
- Amanoa grandiflora (Müll. Arg.) Müll. Arg.
- Amanoa guianensis var. grandiflora Müll. Arg.
- Amanoa guianensis var. grandifolia Müll. Arg.
- Amanoa macrocarpa Cuatrec.
- Amanoa potamophila Croizat

Amanoa guianensis est une espèce de plantes à fleurs de la famille des Phyllanthaceae (anciennement de Euphorbiaceae). Il s'agit de l'espèce type du genre Amanoa Aubl.. C'est un arbre ou un arbuste tropical originaire d'Amérique du Sud.

Le nom Amanoa est inspiré de Amanoua, l'ancien nom vernaculaire Galibi d’Amanoa guianensis en Guyane.
On l'appelle aussi Guayabo rebalsero, Hicaquillo, Icaco, Jubey de Arau, Suruauray, Temora-urai au Venezuela, Tapoeripa, Kwatto mopierie (Karib), Konoliebie (Arawak) au Suriname, et Kunuribi (Arawak) au Guyana.

## Description
Amanoa guianensis est un arbre monoïque, glabre, atteignant 35 m de haut, à tige droite, cylindrique, reposant sur des racines échasses (les plus grosses aplaties, le plus fine rondes).
L'anatomie de son bois a été étudiée.
Les pétioles sont noirâtres, longs de 5-10(17) mm. 
Les stipules sont intrapéliolaires, courtes, de forme ovale-triangulaire, aiguë, oblique.
Les feuilles sont coriaces, longues de 6-14 cm pour 4-7 cm de large, de forme oblongue, ovale ou elliptique, à l'apex brusquement acuminée, siccité, souvent plissé-falciforme, et à la base obtuse, aiguë ou subcordée.
Les marges sont plates ou faiblement révolutes.
Les nervures sont proéminentes des deux côtés surtout au-dessus, finement papilleuses au-dessus et ponctué en dessous.
feuilles alternes oblongues ou elliptiques acuminées, à base variable, coriaces, entières, luisantes en dessus, papilleuses en dessous ; 
Les inflorescences sont terminales, simples ou ramifiées ou à l'aisselle des feuilles, avec des bractées triangulaires larges, aiguës, coriaces ou membraneuses, carénées.
Les fleurs, monoïques, de 7–10 mm de diamètre, portent à leur base deux bractéoles semblables aux bractées, mais plus étroites et plus fines.
Les fleurs mâles sont longues de 8-10 mm, sessiles ou courtement pétiolées, avec 5 sépales imbriqués, longs d'environ 4 mm, coriaces, étroits, à marge hyaline, sub-cucullé à l'apex et à l'extérieur parfois irrégulièrement caréné. 
Les pétales sont très brefs, sont longs d'environ 1 mm, aigus, de forme triangulaire-ovale.
Le disque est court, épais, à 5 lobes.
Les étamines sont libres, épisépales, introrses, insérées sur le réceptacle, avec des filets courts, épais.
L'ovaire se réduit à un pistillode rudimentaire cylindrique, trilobé.
Les fleurs femelles portent des pédicelles glabres, courts, épais.
Sépales et pétales sont plutôt semblables aux fleurs mâles.
Les sépales sont lancéolés, cucullés, coriaces.
Les pétales sont onguiculés, rhombiques ou orbiculaires, ciliés-denticulés.
L'ovaire est sub-globuleux, glabre, contenant 3 loges biovulées et avec 3 stigmates sessiles. 
Le fruit porté sur un pédoncule long de 3–10 mm, est une capsule subglobuleuse, indurée, drupiforme déhiscente en coques bivalve monosperme, de 2-3(4) cm de diamètre, avec le mésocarpe beaucoup plus épais que l'endocarpe. Le péricarpe est épais de 3–6 mm.
Les graines sont dépourvues de caroncule, longues de 14-17 mm, à base émarginée,,.

## Répartition
Amanoa guianensis est présent dans les basses terres de l'est de l'Amérique centrale et du nord de l'Amérique du Sud, les Guyanes et la région amazonienne.

## Écologie
Amanoa guianensis est un arbre pionnier de forêt secondaire que l'on retrouve dans les forêts sempervirentes de basse altitude au Venezuela autour de 0-500 m d'altitude.
On le trouve dans les forêts marécageuse du nord-ouest du Guyana (Assakata (en)).
Amanoa guianensis est la plante hôte de Eclipta amanoaphila Peñaherrera-Leiva & Tavakilian, 2003 (Rhinotragini, Cerambycinae).
Dans les mangroves du Golfe d'Urabá (Caraibes Colombiennes), Amanoa guianensis est une ressource alternative de pollen pour l'abeille exotique Apis mellifera.
Amanoa guianensis est une plante mellifère d'importance pour les mélipones Melipona seminigra merrillae Cockerell, 1919, Scaptotrigona nigrohirta Moure, 1968 et Scaptotrigona sp. Moure, 1942 dans l'Amazonsas (Brésil), et une plante mellifère secondaire pour Apis mellifera dans la plaine côtière du Suriname.
Le pollen de Amanoa guianensis peut être abondant localement et se retrouver dans les sédiments anciens du delta de l'Orénoque (Venezuela).

## Utilisation
Amanoa guianensis est employé comme bois de feu.

## Protologue

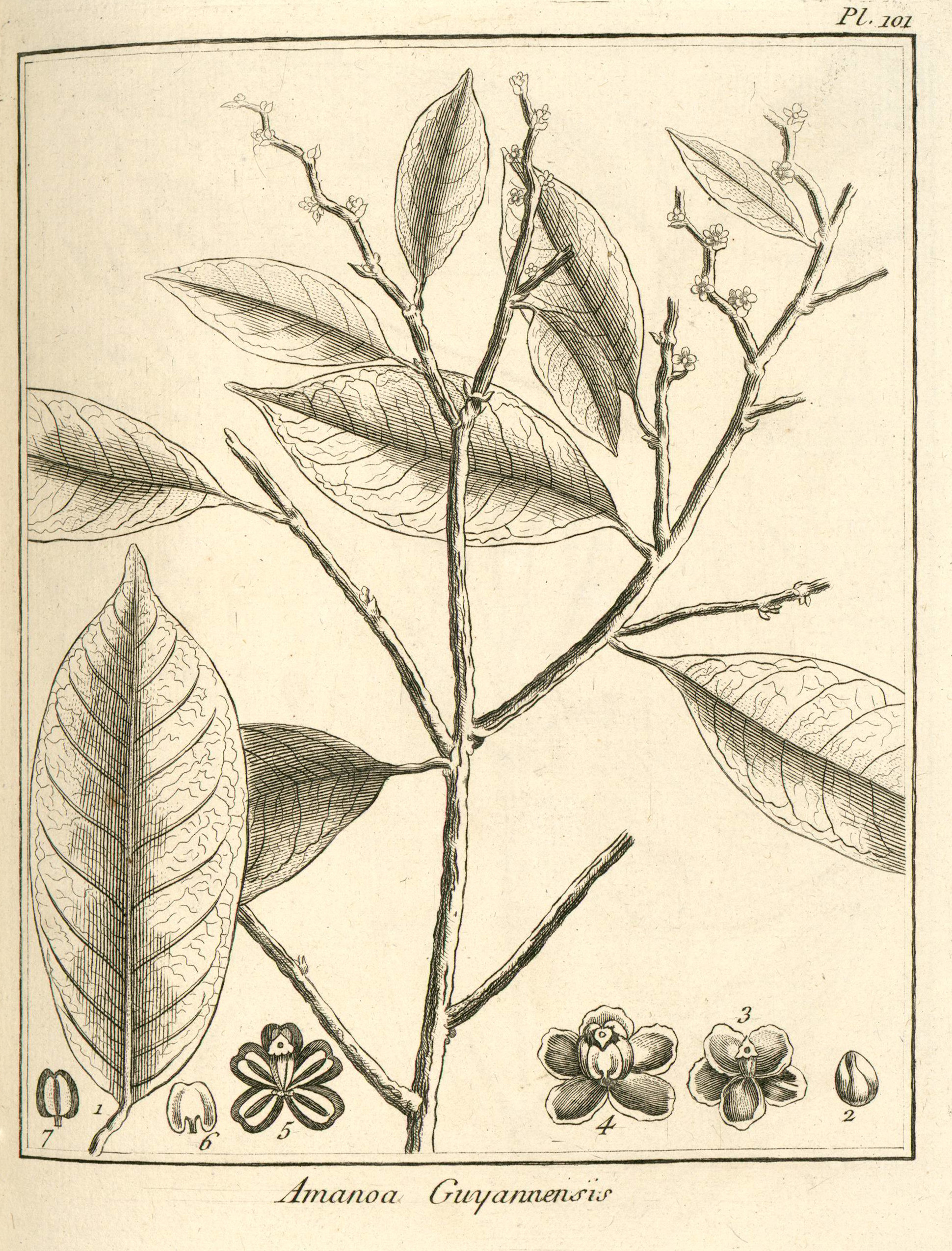
Amanoa guianensis par Aublet (1775) :
Planche 101. - On a repréſenté une feuille de grandeur naturelle, & on a beaucoup groſſi une fleur, & les parties qui la compoſent. - 1. Feuille de grandeur naturelle. - 2. Écaille. - 3. Calice. Ovaire. Stigmate. - 4. Calice. Étamines. Piſtil. - 5. Étamine vue par le dos. - 6. Étamine vue de face

En 1775, le botaniste Aublet propose le protologue suivant : 

« AMANOA (Guianenſis). (Tabula 101.)
Arbor trunco ſexaginta-pedali, ad ſumitatem ramoſiſſimo; ramulis foliatis. Folia ovato-acuta, glabra, integerrima, brevi petiolata. Stipule latérales, binæ, exiguæ, deciduæ. Flores minimi, vireſcentes, ſeſſiles, congeſti, in axilla ſquamulæ, remoti, in ſpicam flexuoſam, axillarem, & terminalem alternatim diſpoſiti.
Florebat Novembri.
Habitat in ſylvis remotis Sinemarienſibus.
Nomen Caribæum AMANOUA.

L'AMANOIER de la Guiane.
Cet arbre eſt très grand & très haut ; ſon tronc s'élève juſqu'à foixante pieds, & a de diamètre environ trois pieds. Son écorce eſt épaiſſe & blanchâtre ; l'on bois eſt blanc & très compacte ; expoſé à l'air il rouſſit. Les branches placées à ſon ſommet s'élèvent, ſe répandent en tous ſens, & ſe partagent en rameaux chargés de feuilles alternes; elles ſont vertes,fermes, ovales & terminées en pointe, ſoutenues ſur un petit pédicule qui porte à ſa naiſſance deux petites stipules.
Les fleurs naiſſent à l'extrémité des rameaux, ſur des pédoncules en forme depi ; elles ſont ramaſſées alternativement de gauche à droite par petits grouppes écartés, compoſés de ſix à ſept fleurs ; chaque grouppe eſt ſoutenu par une petite écaille. Cette fleur, qui eſt très petite, a un calice diviſé profondément en cinq parties égales, arrondies, concaves, herbacées; elle n'a point de corolle.
Les étamines ſont au nombre de cinq. leur filet eſt ſi court, qu'on a de la peine a l'appercevoir ; il porte une anthère jaune, fort groſſe, à deux bourſes, ſéparées par un ſillon, leſquelles s'ouvrent latéralement, chacune en deux valves.
Le piſtil eſt un ovaire triangulaire qui s'élève du fond du calice, & qui eſt couronne par un stigmate triangulaire, frange & creux dans ſon milieu.
Je n'ai pas pu obſerver cet ovaire dans ſa maturité.
Cet arbre eſt nommé AMANOUA par les Galibis. Je l'ai trouve dans des forêts déſertcs, à quelque diſtance de la rivière de Sinémari, au-deſſous du premier ſaut quelle fait en venant de ſa ſource, Il étoit en fleur dans le mois de Novembre.
On a repréſenté une feuille de grandeur naturelle, & on a beaucoup groſſi une fleur, & les parties qui la compoſent. »

— Fusée-Aublet, 1775.